# Argo Motor Company

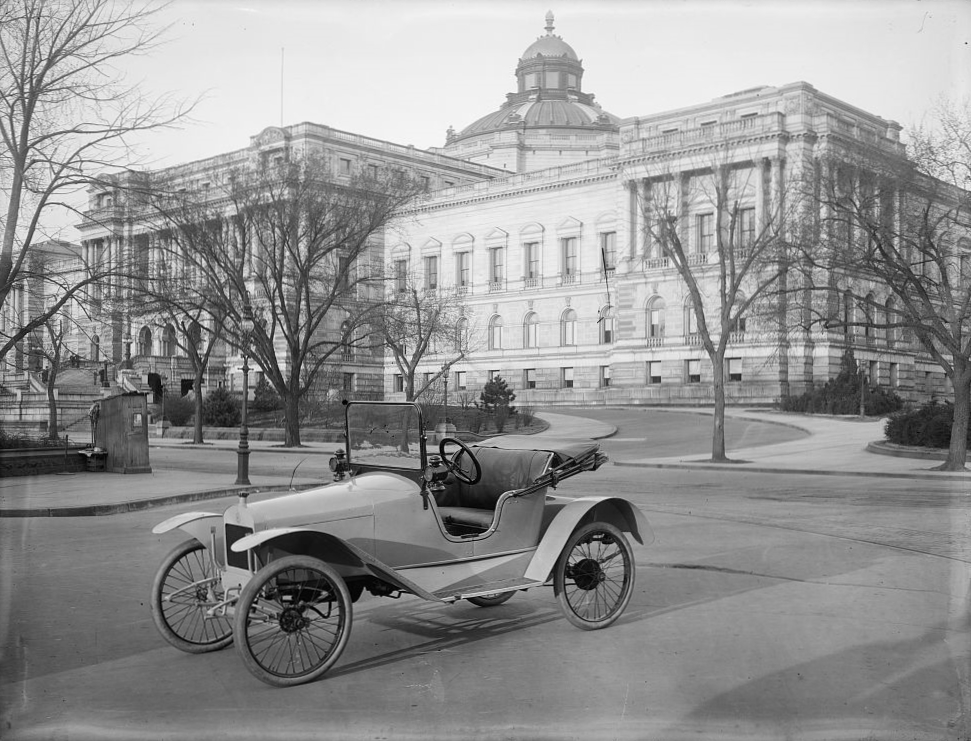
Argo 12 HP

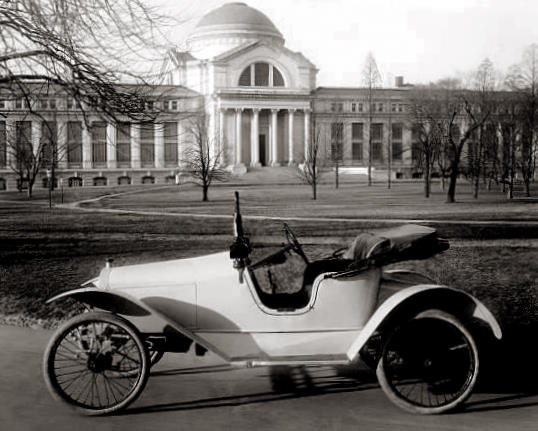
Seitenansicht

Argo Motor Company war ein US-amerikanischer Hersteller von Automobilen.

## Unternehmensgeschichte
Benjamin Briscoe gründete im März 1914 das Unternehmen in New York City. Bereits im September verlegte er den Sitz nach Jackson in Michigan. Er begann mit der Produktion von Automobilen. Der Markenname lautete Argo. Im September 1916 übernahm die Hackett Motor Car Company das Unternehmen. Bis Januar 1918 entstanden noch einige Fahrzeuge.

## Fahrzeuge
Das erste Modell Argo 12 HP von 1914 entsprach weitgehend dem französischen Ajax von Briscoe Frères. Es wurde auch Vique genannt.  Ein wassergekühlter Vierzylindermotor mit L-Kopf und 12 PS Leistung war vorne im Fahrzeug montiert. Er trieb über eine Kardanwelle die Hinterachse an. Zunächst hatte der Motor 58,7375 mm Bohrung, 100,0125 mm Hub, 1084 cm³ Hubraum und hielt somit das Hubraumlimit für Cyclecars ein. 1915 wurde der Hub auf 101,6 mm erhöht, was 1101 cm³ Hubraum zur Folge hatte. In einer Anzeige sind 60,325 mm Bohrung und 101,6 mm Hub angegeben, woraus sich 1162 cm³ Hubraum ergeben. Das Leergewicht war mit 340 kg angegeben. Der Radstand betrug 229 cm und die Spurweite 112 cm. Die offene Karosserie des Roadsters bot Platz für zwei Personen.
Als der Boom der Cyclecars vorüber war, stellte das Unternehmen ein größeres und stärkeres Modell her. Der Four stand von 1916 bis 1918 im Sortiment. Sein Vierzylindermotor leistete 22 PS. Der Radstand betrug 244 cm. Zur Wahl standen zweisitziger Roadster und fünfsitziger Tourenwagen.

## Modellübersicht
| Jahr      | Modell | Zylinder | Leistung (PS) | Radstand (cm) | Aufbau                                  |
| --------- | ------ | -------- | ------------- | ------------- | --------------------------------------- |
| 1914–1915 | Four   | 4        | 12            | 229           | Roadster                                |
| 1916–1918 | Four   | 4        | 22            | 244           | Roadster 2-sitzig, Tourenwagen 5-sitzig |